# Eleven (Der Bekannte Post Industrielle Trompeter)
Eleven (2002) è il disco d'esordio di Der Bekannte Post Industrielle Trompeter, il progetto post-industriale lanciato due anni prima dal romano Flavio Rivabella.
Alla realizzazione dell'album collaborarono il musicista italo-britannico Richard Benson come chitarrista nel brano Kradumarrich (Frail), i Nový Svět alle voci nella canzone Memories Of Vienna Vol. 1, Kruma come cantante nei brani Dusk In The Wasteland e Kradumarrich (Frail) e Pusio Kranio Rivabella al pianoforte nel pezzo Psycho Gate. Presenze "fisse" furono invece Raffaele Cerroni al basso e Claudio Giammarini alle percussioni.
Della prima edizione del cd vennero prodotte solamente 111 copie; l'anno seguente, l'opera venne però ristampata in maniera più massiccia e con delle diverse illustrazioni dall'etichetta Runes & Men.

## Tracce
1. Awakening – 3:24
2. Psycho Gate – 2:32
3. Dusk in the Wasteland – 2:55
4. Kradumarrich (Frail) – 4:35
5. Carny Geeks – 5:29
6. Memories of Vienna Vol. 1 – 7:47
7. The Invasion of the Human Men – 7:03